# A New Man
A New Man es el decimosegundo episodio de la cuarta temporada de Buffy the Vampire Slayer. La narración sigue a Giles que comienza a sentirse algo apartado del grupo. 

## Argumento
Buffy (Sarah Michelle Gellar) y Riley (Marc Blucas) son interrumpidos por Willow (Alyson Hannigan), que les avisa de que hay algo en la biblioteca. En realidad se trata de una fiesta sorpresa por el decimonoveno cumpleaños de Buffy. En ella, Giles (Anthony Head) se siente bastante desplazado, y más cuando Buffy presenta a Riley como su novio.
Buffy se entrevista con la Dra. Walsh (Lindsay Crouse), quien ya sabe que ella es la Cazadora, y le propone formar parte de la Iniciativa, dejando impresionado a Riley con la cantidad de vampiros y demonios que ha matado.
Giles calcula que esa misma noche aparecerá cierto demonio, pero no puede localizar a Buffy. Va a buscarla al despacho de la Dra. Walsh, sacando una impresión muy negativa de ella. Al final no consigue localizarla y acude con Xander (Nicholas Brendon) y Willow a buscar al demonio. Cuando éste no aparece, Willow y Xander dicen que la Iniciativa tal vez se habrá ocupado del mismo. Giles no estaba al tanto y le ponen al día. Cuando se entera de que Spike (James Marsters) lo sabe, Giles se siente todavía más ofendido.
Al final aparece Ethan (Robin Sachs), que le dice que trae información. Van a un pub a tomar algo, donde le cuenta que los demonios están muy inquietos y no por culpa de la Cazadora: lo que más temen es algo llamado 314 que está rompiendo el equilibrio en el submundo. Ethan le echa algo a Giles en la bebida y éste se despierta convertido en un demonio, destrozando su apartamento al intentar salir.
Tara (Amber Benson) y Willow se reúnen para practicar magia, pero el hechizo sale mal. Creen que algo pudo haber bloqueando el hechizo, alguien más haciendo magia.
Giles acude, convertido en demonio, al apartamento de Xander en busca de ayuda, pero como habla en otra lengua éste empieza a arrojarle cosas. Por la noche la pandilla llega a casa de Giles y, al ver el estado en el que se encuentra, creen que un demonio ha hecho daño a Giles. Spike, que acaba de abandonar el sótano de Xander y se ha instalado en una cripta, se topa con Giles, pero sí le reconoce porque habla su misma lengua. Giles compra su ayuda: quiere localizar a Ethan y arreglar todo sin informar a Buffy.
Riley ofrece la ayuda de la Iniciativa. Averiguan que para matar al demonio se necesita algo de plata. Spike averigua dónde se aloja Ethan interrogando a la camarera (Elizabeth Payne) del pub, al mismo tiempo que Riley lo averigua a través de la Iniciativa. Giles llega justo cuando Ethan se marcha. En ese momento llegan también Buffy y Riley. Después de luchar con el demonio Buffy se da cuenta de que es Giles por la mirada que le lanza y Ethan revierte el hechizo.
Giles no está seguro de que la Iniciativa sea de fiar y le pide a Buffy que se asegure de dónde se mete. Por su parte la Dra. Walsh le dice a Riley que Buffy actúa por instinto. La Dra. Walsh abre una puerta de seguridad con el n.º 314 inscrito en ella. 

### Análisis
Se podría decir que el personaje de Giles está viviendo algo parecido en este episodio a lo que se conoce como la crisis de los cuarenta años; él mismo afirma en un diálogo con Ethan, que parece que ya no cuentan con él, de hecho el desencadenante de todo es que Giles se entera por Willow y Xander que Buffy les ha hablado acerca de la Iniciativa, y todos menos él lo saben.
Por otro lado cuando va a ver a la profesora Maggie Walsh esta le dice que Buffy es una chica «responsable» que «no debería tomar el papel de adulto tan pronto»; confirmando a su forma de ver, que la Cazadora ya no necesita de sus servicios. Todo ello en su contexto, después de haber sido expulsado del Consejo y de haberse quedado sin trabajo en la biblioteca del Instituto de Sunnydale.
Además de todo lo dicho anteriormente, ese sentimiento se ve aumentado; primero por la transformación en demonio, que no sirve sino de metáfora de la transformación que vive en ese momento, ya que las personas al verle huyen de él como «huiría» en ese momento la Scooby Gang de la protección que les brindaba. Segundo, por el hecho de que no se le entienda, que hable un idioma desconocido para los seres humanos, siendo esto otra metáfora de la incomprensión que vive en ese momento.
Por otra parte Willow Rosenberg practica magia con Tara Maclay y, al día siguiente, cuando Buffy le pregunta que qué hizo la noche anterior, esta, nerviosa y cambiando rápidamente de tema, le contesta que estuvo «sola en el laboratorio», algo que puede interpretarse como sentimientos reprimidos de la homosexualidad latente que lleva en su interior y los sentimientos que empieza a sentir hacia Tara. Todo ello junto a la dificultad de las personas que comienzan a tener sentimientos hacia personas del mismo sexo para aceptar esos mismos sentimientos como propios, en definitiva, para aceptarse a sí mismos como homosexuales, o en este caso como lesbiana.

## Reparto

### Personajes principales
- Sarah Michelle Gellar como Buffy Summers.
- Nicholas Brendon como Xander Harris.
- Alyson Hannigan como Willow Rosenberg.
- James Marsters como Spike.
- Anthony Stewart Head como Rupert Giles.

### Apariciones especiales
- Emma Caulfield como Anya Wilkins.
- Robin Sachs como Ethan Rayne.
- Amber Benson como Tara Maclay.
- Lindsay Crouse como Maggie Walsh.

### Personajes secundarios
- Elizabeth Penn Payne como Camarera.
- Michelle Ferrara como Madre.

## Producción

### Música
- 12 Volt Sex - «Over Divine»
- Other Star People - «Then There's None»
- Scott Ellison - «Down  Down Baby»
- Christophe Beck - «Fyarl in the Morning»

## Continuidad
Aquí se presentan los hechos que o bien influyen en la cuarta temporada exclusivamente, o bien que viniendo de episodios anteriores influyen en este. Y por último, acontecimientos que ocurren en este episodio que influyen en las demás temporadas o en alguna otra temporada.

### Para todas o las demás temporadas
- El demonio Fyarl es citado en otro episodio.
- La cripta que se ve en el episodio será la futura «residencia» de Spike durante algunas temporadas.
- El motel donde se queda Ethan es el mismo donde se quedaba Faith en la temporada anterior.